# Národní ekonomická rada vlády
Národní ekonomická rada vlády neboli NERV je odborný poradní orgán vlády České republiky pro oblast ekonomických opatření, strategických hospodářských plánů, veřejných investic a systémových reforem. Po obnovení činnosti v roce 2022 má 17 členů, jejím koordinátorem je David Havlíček.

## Založení, program a výsledky
NERV byl představen 8. ledna 2009 jeho předsedou a tehdejším premiérem Mirkem Topolánkem. Dle jeho slov byli do skupiny jmenováni lidé spojení s českým byznysem, bankovním a finančním sektorem a akademickou sférou. Jejich hlavním úkolem bylo hledání opatření vedoucích k udržení a akceleraci ekonomického růstu, analyzování rizik a možných dopadů hospodářské krize na ČR a navrhování možných kroků k jejich zmírnění. NERV pracoval devět měsíců, v září skupina zveřejnila svou závěrečnou zprávu, ve které popsala aktuální stav české a světové ekonomiky, vybrané problémy a své návrhy do budoucnosti.
Vláda Petra Nečase tento orgán 4. srpna 2010 obnovila v upraveném složení. Po pádu této vlády byla činnost NERVu v srpnu 2013 dočasnou vládou Jiřího Rusnoka pozastavena. Vláda Bohuslava Sobotky se rozhodla agendu NERVu začlenit do obnovené Rady pro udržitelný rozvoj. V květnu 2022 byla obnovena činnost NERVu v reakci na aktuální problémy v ekonomice, na který má vliv pandemie covidu-19, růst cen energií a důsledky ruského vpádu na Ukrajinu.
NERV spolupracovala s akademickou sférou (např. Institut ekonomických studií – Fakulta sociálních věd Univerzity Karlovy, CERGE-EI, či Vysoká škola ekonomická v Praze)

## Členové

### 2009
Kromě předsedy Mirka Topolánka měl NERV deset členů:
- Vladimír Dlouhý – bývalý ministr průmyslu a obchodu, poradce investiční banky Goldman Sachs
- Martin Jahn – bývalý vicepremiér pro ekonomiku, člen dozorčí rady Škody Auto, prezident Sdružení automobilového průmyslu, bývalý ředitel vládní agentury CzechInvest
- Pavel Kohout – bývalý ekonomický poradce Bohuslava Sobotky či Vlastimila Tlustého, spoluzakladatel společnosti Partners
- Jiří Kunert – generální ředitel UniCredit Bank pro Českou republiku, prezident Bankovní asociace – odešel z NERV v březnu 2009[8]
- Michal Mejstřík – profesor bankovnictví na Karlově Univerzitě, zakladatel společnosti EEIP
- Jiří Rusnok – bývalý ministr financí, bývalý ministr průmyslu a obchodu, šéf Asociace penzijních fondů, poradce společnosti ING
- Tomáš Sedláček – hlavní makroekonom ČSOB, vysokoškolský pedagog na Karlově Univerzitě
- Jiří Schwarz – děkan Národohospodářské fakulty VŠE, zakladatel Liberálního institutu
- Jiří Weigl – kancléř prezidenta republiky, ekonom
- Miroslav Zámečník – konzultant společnosti Boston Venture Central Europe

### 2010
Obnovený NERV měl zčásti obměněné složení, celkem s patnácti členy:
- Ing. Vladimír Bezděk – vedoucí expertní skupiny pro přípravu důchodové reformy
- Ing. Vladimír Dlouhý, CSc. – ekonomický poradce Goldman Sachs
- Ing. Eduard Janota – ministr financí ve vládě Jana Fischera a místopředseda dozorčí rady ČEZ
- Ing. Pavel Kohout – ředitel pro strategii společnosti Partners
- Ing. Pavel Kysilka, CSc. – člen představenstva a náměstek generálního ředitele České spořitelny
- doc. Ing. Lubomír Lízal, Ph.D. – vedoucí vědecký pracovník NHÚ AV ČR a docent ekonomie na CERGE UK
- prof. Ing. Michal Mejstřík, CSc. – profesor ekonomie Univerzity Karlovy v Praze – Institut ekonomických studií FSV UK
- doc. Ing. Daniel Münich, Ph.D. – vyučující v akademickém programu CERGE-EI
- Ing. Jan Procházka – hlavní analytik společnosti CYRRUS, a.s.
- Ing. Jiří Rusnok – předseda představenstva a generální ředitel ING PF, a.s. a prezident Rady pro veřejný dohled nad auditem
- PhDr. Tomáš Sedláček – hlavní makroekonom hospodářských strategií ČSOB
- doc. Ing. Jiří Schwarz, CSc. – děkan Národohospodářské fakulty VŠE
- Ing. Jiří Weigl, CSc. – vedoucí kanceláře prezidenta republiky
- Ing. Petr Zahradník, MSc. – ekonomický expert, analytik a konzultant specializující se na problematiku Evropské unie, projektový manažer a konzultant EU Office
- Ing. Miroslav Zámečník – ekonomický konzultant

V prosinci 2010 byli do NERVu jmenováni ještě:
- prof. Jan Švejnar – ekonom, předseda výkonného a dozorčího výboru CERGE-EI a ředitel Centra pro mezinárodní politiku Michiganské univerzity
- Ing. Jiří Nekovář – prezident Komory daňových poradců České republiky

### 2011
V únoru 2011 rezignoval na členství v důsledku jmenování do bankovní rady ČNB:
- doc. Ing. Lubomír Lízal, Ph.D.

V květnu 2011 zemřel:
- Ing. Eduard Janota

### 2012
V červenci 2012 rezignoval na členství z důvodu přestěhování na Slovensko:
- Ing. Vladimír Bezděk

### 2020
V dubnu 2020 byla obnovena činnost NERV pro řešení dopadů pandemie koronaviru na ekonomiku ve složení:
- Tomáš Salomon – generální ředitel a předseda představenstva, Česká spořitelna
- Jan Juchelka – generální ředitel a předseda představenstva, Komerční banka
- Miroslav Singer – hlavní ekonom Generali CEE Holding, bývalý guvernér ČNB
- Vladimír Dlouhý – prezident Hospodářské komory ČR
- Jan Švejnar – ředitel Centra pro globální hospodářskou politiku, Kolumbijská univerzita v New Yorku
- Štěpán Jurajda – profesor CERGE-EI, člen Rady pro výzkum, vývoj a inovace
- Daniel Beneš – předseda představenstva a generální ředitel, ČEZ
- Bohdan Wojnar – člen představenstva, Škoda Auto
- Petr Jonák – ředitel vnějších vztahů, Coca-Cola
- Miroslav Zámečník – nezávislý ekonom, bývalý zástupce České republiky ve Světové bance
- Lukáš Kovanda – hlavní ekonom Czech Fund
- Tomáš Sedláček – ekonom ČSOB, vysokoškolský pedagog
- Daniel Prokop – sociolog PAQ Research, Fakulta sociálních věd UK
- Jakub Havrlant – zakladatel a generální ředitel Rockaway Capital
- Ladislav Bartoníček – předseda dozorčí rady O2 Czech Republic
- Ilona Švihlíková – ekonomka, členka týmu ekonomů ÚKŠ
- Simona Kijonková – zakladatelka a spolumajitelka, Zásilkovna

### 2022
- Jan Procházka (koordinátor NERV) – předseda představenstva státní Exportní garanční a pojišťovací společnosti (EGAP), předseda dozorčí rady Budějovického Budvaru
- Martin Diviš – generální ředitel pojišťovny Kooperativa a prezident České asociace pojišťoven
- Libor Dušek – ekonom, vedoucí katedry národního hospodářství na Univerzitě Karlově a projektu Legal Data Hub
- Dita Formánková – zakladatelka neziskové organizace Czechitas
- Mojmír Hampl – ekonom, bankéř a publicista
- David Havlíček – poradce předsedy vlády, EGAP
- Tomáš Havránek – profesor ekonomie na Univerzitě Karlově
- Helena Horská – členka poradního týmu předsedy vlády, hlavní ekonomka a členka Dozorčí rady Raiffeisenbank
- Pavel Hroboň – lékař a ekonom
- Petr Janský – ekonom a vedoucí katedry evropské ekonomické integrace a hospodářské politiky na UK
- Ján Lučan – člen představenstva ČSOB
- David Marek – hlavní ekonom společnosti Deloitte[14]
- Daniel Münich – akademický ekonom, poradce předsedy vlády
- Pavel Neset – ekonom, vedoucí Katedry ekonomie a práva na Škoda Auto Vysoké škole
- Zuzana Ceralová Petrofová  – prezidentka společnosti Petrof a manažerka
- Daniel Prokop – sociolog a zakladatel výzkumné organizace PAQ Research
- Aleš Rod – ekonom
- Dominik Stroukal – hlavní ekonom Platební instituce Roger a vedoucí katedry ekonomie na VŠ CEVRO institut
- Petr Zahradník – makroekonomický analytik